# ТЕЦ Жанакорган
ТЕЦ Жанакорган — теплова електростанція у Казахстані, яка входить до виробничого комплексу заводу сульфатної кислоти.
У 2011 році на півдні Казахстану почав роботу завод сульфатної кислоти, технологічний процес якого заснований на спалюванні сірки, під час чого утворюються великі обсяги тепла. Шляхом його утилізації продукують пару, що живить одну парову турбіну потужністю 18,5 МВт.
Окрім виробництва електроенергії ТЕЦ продукує технологічний пар та гарячу воду. Після задоволення власних потреб заводу надлишкова електроенергія — до 10 МВт — може постачатись споживачам Жанакорганського району.
Для аварійного забезпечення заводу також встановлено дизель-генератор Caterpillar 3512 TA потужністю 1 МВт.